# Enrico Carlo di Württemberg
Enrico Carlo di Württemberg (Mömpelgard, 3 luglio 1772 – Ulma, 28 luglio 1838) era figlio di Federico II Eugenio di Württemberg, duca di Württemberg dal 1795 al 1797, e di Federica Dorotea di Brandeburgo-Schwedt.

## Biografia
Ottavo figlio maschio del duca, alla morte del padre nel 1797, il ducato passò a suo fratello maggiore Federico, egli non era ancora sposato, ebbe comunque scarse probabilità di poter ottenere il titolo: prima di lui infatti vi erano ben altri quattro fratelli maggiori che raggiunsero l'età adulta e che avevano la precedenza su di lui in caso di morte senza eredi di Federico, il quale tra l'altro riuscì nel 1805 a divenire il primo re del Württemberg.

## Discendenza
Sposò nel 1798 Christiane Caroline Alexei, contessa di Urach e principessa di Höchberg e Rottenburg, che gli diede cinque figlie:
- Luisa (4 novembre 1799), morta giovane;
- Enrichetta (5 marzo 1801), morta giovane;
- Maria (Berlino, 17 dicembre 1802-Kirchberg, 28 gennaio 1882);
- Alessandrina (19 dicembre 1803-Baden-Baden, 22 agosto 1884);
- Elisabetta (28 febbraio 1805-Waiblingen, 18 agosto 1819).

Due figlie raggiunsero l'età adulta. Maria venne data in sposa al principe Carlo Ludovico di Hohenlohe-Kirchberg, che sposò a Ulma il 26 maggio 1821. Alessandrina invece sposò a Ulma il 3 luglio 1830 Carlo conte di Arpeau e Gallatin.

## Ascendenza
|                                           |                                          |                                                           | Genitori                                  |  |  | Nonni |  |  | Bisnonni                                |  |  | Trisnonni                   |  |
|                                           |                                          |                                                           |                                           |  |  |       |  |  | Federico Carlo di Württemberg-Winnental |  |  | Eberardo III di Württemberg |  |
|                                           |                                          |                                                           |                                           |  |  |       |  |  | Federico Carlo di Württemberg-Winnental |  |  | Eberardo III di Württemberg |  |
|                                           |                                          | Anna Caterina Dorotea di Salm-Kyrburg                     |                                           |  |  |       |  |  | Federico Carlo di Württemberg-Winnental |  |  |                             |  |
| Carlo I Alessandro di Württemberg         |                                          |                                                           |                                           |  |  |       |  |  | Federico Carlo di Württemberg-Winnental |  |  |                             |  |
|                                           |                                          | Eleonora Giuliana di Brandeburgo-Ansbach                  | Alberto II di Brandeburgo-Ansbach         |  |  |       |  |  |                                         |  |  |                             |  |
|                                           |                                          | Eleonora Giuliana di Brandeburgo-Ansbach                  | Alberto II di Brandeburgo-Ansbach         |  |  |       |  |  |                                         |  |  |                             |  |
|                                           |                                          | Eleonora Giuliana di Brandeburgo-Ansbach                  | Sofia Margherita di Oettingen-Oettingen   |  |  |       |  |  |                                         |  |  |                             |  |
| Federico II Eugenio di Württemberg        |                                          | Eleonora Giuliana di Brandeburgo-Ansbach                  |                                           |  |  |       |  |  |                                         |  |  |                             |  |
|                                           |                                          | Anselmo Francesco di Thurn und Taxis                      | Eugenio Alessandro di Thurn und Taxis     |  |  |       |  |  |                                         |  |  |                             |  |
|                                           |                                          | Anselmo Francesco di Thurn und Taxis                      | Eugenio Alessandro di Thurn und Taxis     |  |  |       |  |  |                                         |  |  |                             |  |
|                                           |                                          | Anselmo Francesco di Thurn und Taxis                      | Anna Adelaide di Fürstenberg-Heiligenberg |  |  |       |  |  |                                         |  |  |                             |  |
| Maria Augusta di Thurn und Taxis          |                                          | Anselmo Francesco di Thurn und Taxis                      |                                           |  |  |       |  |  |                                         |  |  |                             |  |
|                                           |                                          | Maria Ludovica Anna di Lobkowicz                          | Ferdinando Augusto Leopoldo di Lobkowicz  |  |  |       |  |  |                                         |  |  |                             |  |
|                                           |                                          | Maria Ludovica Anna di Lobkowicz                          | Ferdinando Augusto Leopoldo di Lobkowicz  |  |  |       |  |  |                                         |  |  |                             |  |
|                                           |                                          | Maria Ludovica Anna di Lobkowicz                          | Maria Anna di Baden-Baden                 |  |  |       |  |  |                                         |  |  |                             |  |
| Enrico Carlo di Württemberg               |                                          | Maria Ludovica Anna di Lobkowicz                          |                                           |  |  |       |  |  |                                         |  |  |                             |  |
|                                           | Filippo Guglielmo di Brandeburgo-Schwedt | Federico Guglielmo I di Brandeburgo                       |                                           |  |  |       |  |  |                                         |  |  |                             |  |
|                                           | Filippo Guglielmo di Brandeburgo-Schwedt | Federico Guglielmo I di Brandeburgo                       |                                           |  |  |       |  |  |                                         |  |  |                             |  |
|                                           | Filippo Guglielmo di Brandeburgo-Schwedt | Sofia Dorotea di Schleswig-Holstein-Sonderburg-Glücksburg |                                           |  |  |       |  |  |                                         |  |  |                             |  |
| Federico Guglielmo di Brandeburgo-Schwedt | Filippo Guglielmo di Brandeburgo-Schwedt |                                                           |                                           |  |  |       |  |  |                                         |  |  |                             |  |
|                                           |                                          | Giovanna Carlotta di Anhalt-Dessau                        | Giovanni Giorgio II di Anhalt-Dessau      |  |  |       |  |  |                                         |  |  |                             |  |
|                                           |                                          | Giovanna Carlotta di Anhalt-Dessau                        | Giovanni Giorgio II di Anhalt-Dessau      |  |  |       |  |  |                                         |  |  |                             |  |
|                                           |                                          | Giovanna Carlotta di Anhalt-Dessau                        | Enrichetta Caterina d'Orange              |  |  |       |  |  |                                         |  |  |                             |  |
| Federica Dorotea di Brandeburgo-Schwedt   |                                          | Giovanna Carlotta di Anhalt-Dessau                        |                                           |  |  |       |  |  |                                         |  |  |                             |  |
|                                           |                                          | Federico Guglielmo I di Prussia                           | Federico I di Prussia                     |  |  |       |  |  |                                         |  |  |                             |  |
|                                           |                                          | Federico Guglielmo I di Prussia                           | Federico I di Prussia                     |  |  |       |  |  |                                         |  |  |                             |  |
|                                           |                                          | Federico Guglielmo I di Prussia                           | Sofia Carlotta di Hannover                |  |  |       |  |  |                                         |  |  |                             |  |
| Sofia Dorotea di Prussia                  |                                          | Federico Guglielmo I di Prussia                           |                                           |  |  |       |  |  |                                         |  |  |                             |  |
|                                           |                                          | Sofia Dorotea di Hannover                                 | Giorgio I del Regno Unito                 |  |  |       |  |  |                                         |  |  |                             |  |
|                                           |                                          | Sofia Dorotea di Hannover                                 | Giorgio I del Regno Unito                 |  |  |       |  |  |                                         |  |  |                             |  |
|                                           |                                          | Sofia Dorotea di Hannover                                 | Sofia Dorotea di Celle                    |  |  |       |  |  |                                         |  |  |                             |  |
|                                           |                                          | Sofia Dorotea di Hannover                                 |                                           |  |  |       |  |  |                                         |  |  |                             |  |